# 南寧路
南宁路，元朝时设置的路。
泰定元年（1324年）改邕州路为南宁路。属湖广行中书省，治所在宣化县（今广西南宁市）。辖境相当今广西南宁市、邕宁区、武鸣县等地。下辖宣化县、武缘县等州县。明朝洪武年间改为南宁府。